# Daydream
Daydream — п'ятий музичний альбом и четвертий студійний альбом американської співачки Мераї Кері. Виданий 3 жовтня 1995 в США, 28 жовтня 1995 в Японії та 29 жовтня 1995 року в Європі. Стиль альбому «Daydream» відрізняється від попередніх альбомів співачки, адже в ньому більш виражені такі музичні напрямки, як R&B та хіп-хоп. Багато іменитих критиків та видань назвали «Daydream» одним з найкращих альбомів 1995 року. Згідно зі статистикою RIAA було продано понад 10 мільйонів копій альбому тільки у США.
Альбом дебютував на першому місці у Billboard 200 та розійшовся тиражем у 224 000 копій за перший тиждень продажів. Всього «Daydream» протримався на першій сходинці чарту протягом 6 тижнів, а також тримався у першій двадцятці 41 тиждень. Всього альбом «Daydream» залишався у Billboard 200 протягом 80-и тижнів.

## Список композицій
| Daydream – Стандартне видання | Daydream – Стандартне видання                | Daydream – Стандартне видання                                       | Daydream – Стандартне видання  | Daydream – Стандартне видання | Daydream – Стандартне видання |
| #                             | Назва                                        | Автор слів                                                          | Автор музики                   | Продюсер(и)                   | Тривалість                    |
| ----------------------------- | -------------------------------------------- | ------------------------------------------------------------------- | ------------------------------ | ----------------------------- | ----------------------------- |
| 1.                            | «Fantasy»                                    | Mariah Carey Adrian Belew Chris Frantz Steven Stanley Tina Weymouth | Carey, Dave Hall               | Carey, Hall                   | 4:04                          |
| 2.                            | «Underneath the Stars»                       | Carey                                                               | Carey Walter Afanasieff        | Carey Afanasieff              | 3:33                          |
| 3.                            | «One Sweet Day» (із Boyz II Men)             | Carey Michael McCary Nathan Morris Wanya Morris Shawn Stockman      | Carey Afanasieff               | Carey Afanasieff              | 4:42                          |
| 4.                            | «Open Arms»                                  | Steve Perry Jonathan Cain                                           | Perry Cain                     | Carey Afanasieff              | 3:30                          |
| 5.                            | «Always Be My Baby»                          | Carey                                                               | Carey Жермен Дюпрі Manuel Seal | Carey Dupri Seal              | 4:18                          |
| 6.                            | «I Am Free»                                  | Carey                                                               | Carey Afanasieff               | Carey Afanasieff              | 3:09                          |
| 7.                            | «When I Saw You»                             | Carey                                                               | Carey Afanasieff               | Carey Afanasieff              | 4:24                          |
| 8.                            | «Long Ago»                                   | Carey                                                               | Carey Dupri Seal               | Carey Dupri Seal              | 4:33                          |
| 9.                            | «Melt Away»                                  | Carey Бейбіфейс                                                     | Carey Babyface                 | Carey                         | 3:42                          |
| 10.                           | «Forever»                                    | Carey                                                               | Carey Afanasieff               | Carey Afanasieff              | 4:00                          |
| 11.                           | «Daydream Interlude» (Fantasy Sweet Dub Mix) | Carey Frantz Weymouth Belew Stanley                                 | Carey Hall                     | Carey, David Morales          | 3:04                          |
| 12.                           | «Looking In»                                 | Carey                                                               | Carey Afanasieff               | Carey Afanasieff              | 3:35                          |

| Японське видання (бонусний трек) | Японське видання (бонусний трек) | Японське видання (бонусний трек)    | Японське видання (бонусний трек) | Японське видання (бонусний трек) | Японське видання (бонусний трек) |
| #                                | Назва                            | Автор слів                          | Автор музики                     | Продюсер(и)                      | Тривалість                       |
| -------------------------------- | -------------------------------- | ----------------------------------- | -------------------------------- | -------------------------------- | -------------------------------- |
| 13.                              | «Fantasy (Def Club Mix)»         | Carey Frantz Weymouth Belew Stanley | Carey Hall                       | Carey                            | 3:45                             |

| Латиноамериканське та іспанське видання (бонусні треки) | Латиноамериканське та іспанське видання (бонусні треки) | Латиноамериканське та іспанське видання (бонусні треки) | Латиноамериканське та іспанське видання (бонусні треки) | Латиноамериканське та іспанське видання (бонусні треки) | Латиноамериканське та іспанське видання (бонусні треки) |
| #                                                       | Назва                                                   | Автор слів                                              | Автор музики                                            | Продюсер(и)                                             | Тривалість                                              |
| ------------------------------------------------------- | ------------------------------------------------------- | ------------------------------------------------------- | ------------------------------------------------------- | ------------------------------------------------------- | ------------------------------------------------------- |
| 13.                                                     | «El Amor Que Soñé»                                      | Perry Cain Benito                                       | Perry Cain                                              | Carey Afanasieff                                        | 3:32                                                    |

## Чарти
Тижневі чарти
| Чарт (1995)                                 | Позиція |
| ------------------------------------------- | ------- |
| Аргентина (CAPIF)                           | 7       |
| Австралія (ARIA)                            | 1       |
| Австрія (Ö3 Austria Top 40)                 | 5       |
| Бельгія (Фландрія) (Ultratop)               | 6       |
| Бельгія (Валлонія) (Ultratop)               | 3       |
| Канада (Top Albums/CDs) (RPM)               | 2       |
| Канада (Canadian Albums) (The Record)       | 3       |
| Данія (Hitlisten)                           | 2       |
| Нідерланди (MegaCharts)                     | 1       |
| Європейський Союз (European Top 100 Albums) | 2       |
| Фінляндія (Suomen virallinen lista)         | 12      |
| Франція (SNEP)                              | 2       |
| Німеччина (GfK Entertainment Charts)        | 1       |
| Угорщина (Mahasz)                           | 13      |
| Ірландія (IRMA)                             | 6       |
| Італія (FIMI)                               | 6       |
| Японія (Oricon Albums Chart) (Oricon)       | 1       |
| Нова Зеландія (RMNZ)                        | 1       |
| Норвегія (VG-lista)                         | 3       |
| Португалія (AFP)                            | 1       |
| Шотландія (Official Charts Company)         | 6       |
| Іспанія (PROMUSICAE)                        | 5       |
| Швеція (Sverigetopplistan)                  | 6       |
| Швейцарія (Schweizer Hitparade)             | 1       |
| Велика Британія (Official Charts Company)   | 1       |
| Велика Британія (R&B Albums) (OCC)          | 1       |
| США (Billboard 200)                         | 1       |
| США (Top R&B/Hip-Hop Albums) (Billboard)    | 1       |

## Сертифікація та продажі
| Країна                | Сертифікат (таблиця продажів та сертифікатів) | Продажі    |
| --------------------- | --------------------------------------------- | ---------- |
| Австралія (ARIA)      | 5× Платина                                    | +350,000   |
| Австрія (IFPI)        | Золото                                        | +25,000    |
| Бельгія (BEA)         | Платина                                       | +50,000    |
| Канада (Music Canada) | 7× Платина                                    | +700,000   |
| Франція (SNEP)        | 2× Платина                                    | 730,400    |
| Німеччина (BVMI)      | Платина                                       | +500,000   |
| Японія (RIAJ)         | Діамант                                       | +1,000,000 |
| Нідерланди (NVPI)     | Платина                                       | +100,000   |
| Нова Зеландія (RMNZ)  | 5× Платина                                    | +75,000    |
| Норвегія (VG-lista)   | Платина                                       | +50,000    |
| Польща (ZPAV)         | Золото                                        | +50,000    |
| Іспанія (PROMUSICAE)  | 2× Платина                                    | +200,000   |
| Швейцарія (IFPI)      | Золото                                        | +25,000    |
| Велика Британія (BPI) | 2× Платина                                    | +600,000   |
| США (RIAA)            | Діамант                                       | 7,657,000  |